# Epichalcia amasiella
Epichalcia amasiella är en fjärilsart som beskrevs av Ulrich Roesler 1969. Epichalcia amasiella ingår i släktet Epichalcia och familjen mott. Inga underarter finns listade i Catalogue of Life.